# Orthopodomyia
Genre
Orthopodomyia est un genre de moustiques relevant de la sous-famille des Culicinae et de la tribu des Orthopodomyiini. Ce genre comprend actuellement (2009) 38 espèces.

## Morphologie
Les nymphes
Les larves d’Orthopodomyia

## Biologie et importance médicale
A priori, le genre Orthopodomyia n'a pas d'importance médicale, les espèces de ce genre étant avant tout ornithophiles.